# バーバラ・ハンニガン
バーバラ・ハンニガン CM（英語: Barbara Hannigan CM, 1971年5月8日 - ）は現代歌劇の演奏で知られるカナダのソプラノ歌手、指揮者である。

## 教育
ハンニガンが初めて音楽教育を受けたのは、彼女の故郷であるノバスコシア州ハリファックスのウェイバリーの音楽教師からである。
ウェイバリーで育ったハンニガンは17歳でトロントに移った。1993年にトロント大学音楽学部を卒業し、1998年に音楽修士号を取得した 。その後バンフ芸術センター、ラヴィニア音楽祭の若手アーティストのためのスターンズ・インスティテュート、オルフォード芸術センターで学び続けた。また、ハーグ王立音楽院で1年間学んだ。

## 経歴
ハンニガンは現代音楽の演奏で知られている。若い頃から現代音楽を擁護し、17歳で初の世界初演を果たした。2011年時点で約75曲の現代曲を初演している。 ミシェル・ファン・デル・アーの「One」（2002年）、フリードリヒ・チェルハの歌曲集「Auf der Suche nach meinem Gesicht」（2007年）、ジェラルド・バリーの「La plus forte」（2007年）などがある。 ハンス・アブラハムセンはハンニガンのために交響歌曲集『let me tell you』を作曲している。
特に、リゲティ・ジェルジュの「マキャーブルの謎」（彼のオペラ「ル・グラン・マキャーブル」のワンシーンのコンサート版）では、2011年から声楽に加えて指揮も務めるようになった。 現代歌劇では、ルイ・アンドリーセンの「フェルメールへの手紙」  、ジェラルド・バリーの「ペトラ・フォン・カントの苦い涙」 、「真面目であることの大切さ」 、ヤン・ファン・デ・プッテの「湿った雪」、クリス・デフォールトの「眠れる森の美女たちの家」、ジョージ・ベンジャミンの「肌に書いたもの」などの初演に出演している。  細川俊夫の「松風」やパスカル・デュサパンの「情熱」では、振付家のサーシャ・ヴァルツと共演している 。  アルバン・ベルクの「ルル」では、ポワントを使ったダンスを披露し、高い評価を得ている。 2014年には、バイエルン国立歌劇場で上演されたベルント・アロイス・ツィンマーマンのオペラ「兵士たち」のマリー役を歌った 。マリー役の演技で、2015年ドイツのDer Faust（賞）を受賞した。
ハンニガンはソプラノと指揮者として定期的にコンサートに出演している。 これまでにベルリン・フィルハーモニー管弦楽団、ミュンヘン・フィルハーモニー管弦楽団、ロンドン交響楽団、トロント交響楽団、フランス放送フィルハーモニー管弦楽団、エーテボリ交響楽団、プラハ・フィルハーモニー管弦楽団、マーラー室内管弦楽団、アヴァンティ！室内管弦楽団、サンタ・チェチーリア国立アカデミー管弦楽団、ブリテン・シンフォニア、グルベンキアン管弦楽団、クリーヴランド管弦楽団と共演している。アムステルダムのコンセルトヘボウでのルートヴィヒ管弦楽団との指揮デビューで、ソプラノと指揮者としての演奏が評価され、2014年オヴァティ賞を受賞した。
2016年、ハンニガンはカナダ民間人最高の栄誉の一つであるカナダ勲章の団員に選ばれた。 ロルフ・ショック賞2018の音楽芸術部門を受賞した。審査員は次のようにコメントした。「ハンニガンは、彼女が演奏する音楽に対してダイナミックで集中的なアプローチを持つ並外れた革新的な演奏家であり、しばしばソリストと指揮者の役割を同時に担う純粋なヴィルトゥオーゾの舞台解釈を行うことが多い。彼女のレパートリーは印象的な分野をカバーしており、新しい音楽にも大きな関心を寄せている。数年にわたり、彼女はまた、世界中の若くて新しいプロの音楽家に焦点を当てたユニークなメンタリング・プロジェクト「Equilibrium Young Artists」を運営している。」その他の受賞には、Personalité Musicale de l'Année (Musical Personality of the Year) (Syndicat de la Presse Française, 2012年)、 Singer of the Year (Opernwelt, 2013年)、ドイツレコード批評家賞 2018年などがある。
2020年10月にはエーテボリ交響楽団と、2022年3月にはコペンハーゲン放送交響楽団と、マーラーの交響曲第4番を指揮をしながらソプラノ独唱を歌った。

## 私生活
以前、ハンニガンは、オランダの演劇演出家ギース・デ・ランゲと結婚していた。 2017年からはフランスのパリに在住している。 2015年からはフランスの俳優マチュー・アマルリックと長期交際中である。